# Grande Prêmio das Américas de 2018 (MotoGP)
O Grande Prêmio da MotoGP das Américas de 2018 ocorreu em 22 de abril.

## Resultados

### Classificação MotoGP
| Pos | Piloto            | Equipe                      | Moto    | Tempo     | Pontos |
| --- | ----------------- | --------------------------- | ------- | --------- | ------ |
| 1   | Marc Marquez      | Repsol Honda Team           | Honda   | 41'52.002 | 25     |
| 2   | Maverick Viñales  | Movistar Yamaha MotoGP      | Yamaha  | +3.560    | 20     |
| 3   | Andrea Iannone    | Team SUZUKI ECSTAR          | Suzuki  | +6.704    | 16     |
| 4   | Valentino Rossi   | Movistar Yamaha MotoGP      | Yamaha  | +9.587    | 13     |
| 5   | Andrea Dovizioso  | Ducati Team                 | Ducati  | +13.570   | 11     |
| 6   | Johann Zarco      | Monster Yamaha Tech 3       | Yamaha  | +14.231   | 10     |
| 7   | Dani Pedrosa      | Repsol Honda Team           | Honda   | +18.201   | 9      |
| 8   | Tito Rabat        | Reale Avintia Racing        | Ducati  | +28.537   | 8      |
| 9   | Jack Miller       | Alma Pramac Racing          | Ducati  | +28.671   | 7      |
| 10  | Aleix Espargaro   | Aprilia Racing Team Gresini | Aprilia | +28.875   | 6      |
| 11  | Jorge Lorenzo     | Ducati Team                 | Ducati  | +31.355   | 5      |
| 12  | Danilo Petrucci   | Alma Pramac Racing          | Ducati  | +34.993   | 4      |
| 13  | Pol Espargaro     | Red Bull KTM Factory Racing | KTM     | +37.264   | 3      |
| 14  | Takaaki Nakagami  | LCR Honda IDEMITSU          | Honda   | +39.335   | 2      |
| 15  | Alvaro Bautista   | Angel Nieto Team            | Ducati  | +40.887   | 1      |
| 16  | Bradley Smith     | Red Bull KTM Factory Racing | KTM     | +48.475   | 0      |
| 17  | Scott Redding     | Aprilia Racing Team Gresini | Aprilia | +49.995   | 0      |
| 18  | Thomas Luthi      | EG 0,0 Marc VDS             | Honda   | +51.115   | 0      |
| 19  | Cal Crutchlow     | LCR Honda CASTROL           | Honda   | +59.055   | 0      |
| 20  | Xavier Simeon     | Reale Avintia Racing        | Ducati  | +59.747   | 0      |
| 21  | Franco Morbidelli | EG 0,0 Marc VDS             | Honda   | +1'00.513 | 0      |

### Classificação Moto2
| Pos | Piloto              | Equipe                         | Moto     | Tempo     | Pontos |
| --- | ------------------- | ------------------------------ | -------- | --------- | ------ |
| 1   | Francesco Bagnaia   | SKY Racing Team VR46           | Kalex    | 39'30.016 | 25     |
| 2   | Alex Marquez        | EG 0,0 Marc VDS                | Kalex    | +2.464    | 20     |
| 3   | Miguel Oliveira     | Red Bull KTM Ajo               | KTM      | +3.704    | 16     |
| 4   | Joan Mir            | EG 0,0 Marc VDS                | Kalex    | +5.376    | 13     |
| 5   | Iker Lecuona        | Swiss Innovative Investors     | KTM      | +6.867    | 11     |
| 6   | Brad Binder         | Red Bull KTM Ajo               | KTM      | +6.876    | 10     |
| 7   | Mattia Pasini       | Italtrans Racing Team          | Kalex    | +9.308    | 9      |
| 8   | Jorge Navarro       | Federal Oil Gresini Moto2      | Kalex    | +10.510   | 8      |
| 9   | Dominique Aegerter  | Kiefer Racing                  | KTM      | +10.595   | 7      |
| 10  | Lorenzo Baldassarri | Pons HP40                      | Kalex    | +11.497   | 6      |
| 11  | Isaac Viñales       | SAG Team                       | Kalex    | +12.339   | 5      |
| 12  | Simone Corsi        | Tasca Racing Scuderia Moto2    | Kalex    | +13.458   | 4      |
| 13  | Luca Marini         | SKY Racing Team VR46           | Kalex    | +14.282   | 3      |
| 14  | Andrea Locatelli    | Italtrans Racing Team          | Kalex    | +14.548   | 2      |
| 15  | Fabio Quartararo    | MB Conveyors - Speed Up Racing | Speed Up | +17.169   | 1      |
| 16  | Romano Fenati       | Marinelli Snipers Team         | Kalex    | +20.609   | 0      |
| 17  | Remy Gardner        | Tech 3 Racing                  | Tech 3   | +20.821   | 0      |
| 18  | Hector Barbera      | Pons HP40                      | Kalex    | +27.068   | 0      |
| 19  | Tetsuta Nagashima   | IDEMITSU Honda Team Asia       | Kalex    | +27.245   | 0      |
| 20  | Bo Bendsneyder      | Tech 3 Racing                  | Tech 3   | +32.144   | 0      |
| 21  | Steven Odendaal     | NTS RW Racing GP               | NTS      | +38.350   | 0      |
| 22  | Eric Granado        | Forward Racing Team            | Suter    | +38.579   | 0      |
| 23  | Joe Roberts         | NTS RW Racing GP               | NTS      | +44.257   | 0      |
| 24  | Sam Lowes           | Swiss Innovative Investors     | KTM      | +45.289   | 0      |
| 25  | Khairul Idham Pawi  | IDEMITSU Honda Team Asia       | Kalex    | +46.966   | 0      |
| 26  | Jules Danilo        | Nashi Argan SAG Team           | Kalex    | +1'10.364 | 0      |
| 27  | Zulfahmi Khairuddin | SIC Racing Team                | Kalex    | +1'27.099 | 0      |
| 28  | Federico Fuligni    | Tasca Racing Scuderia Moto2    | Kalex    | +1'27.257 | 0      |

### Classificação Moto3
| Pos | Piloto                 | Equipe                    | Moto  | Tempo     | Pontos |
| --- | ---------------------- | ------------------------- | ----- | --------- | ------ |
| 1   | Jorge Martin           | Del Conca Gresini Moto3   | Honda | 39'12.869 | 25     |
| 2   | Enea Bastianini        | Leopard Racing            | Honda | +1.451    | 20     |
| 3   | Marco Bezzecchi        | Redox PruestelGP          | KTM   | +4.112    | 16     |
| 4   | Andrea Migno           | Angel Nieto Team Moto3    | KTM   | +4.172    | 13     |
| 5   | Fabio Di Giannantonio  | Del Conca Gresini Moto3   | Honda | +4.186    | 11     |
| 6   | Philipp Oettl          | Sudmetal Schedl GP Racing | KTM   | +4.374    | 10     |
| 7   | Jakub Kornfeil         | Redox PruestelGP          | KTM   | +5.452    | 9      |
| 8   | Aron Canet             | Estrella Galicia 0,0      | Honda | +7.971    | 8      |
| 9   | Tatsuki Suzuki         | SIC58 Squadra Corse       | Honda | +8.287    | 7      |
| 10  | Livio Loi              | Reale Avintia Academy     | KTM   | +8.711    | 6      |
| 11  | Ayumu Sasaki           | Petronas Sprinta Racing   | Honda | +10.909   | 5      |
| 12  | Gabriel Rodrigo        | RBA BOE Skull Rider       | KTM   | +13.745   | 4      |
| 13  | Darryn Binder          | Red Bull KTM Ajo          | KTM   | +14.532   | 3      |
| 14  | John Mcphee            | CIP - Green Power         | KTM   | +16.071   | 2      |
| 15  | Albert Arenas          | Angel Nieto Team Moto3    | KTM   | +16.181   | 1      |
| 16  | Dennis Foggia          | SKY Racing Team VR46      | KTM   | +19.895   | 0      |
| 17  | Alonso Lopez           | Estrella Galicia 0,0      | Honda | +23.516   | 0      |
| 18  | Lorenzo Dalla Porta    | Leopard Racing            | Honda | +23.757   | 0      |
| 19  | Makar Yurchenko        | CIP - Green Power         | KTM   | +25.424   | 0      |
| 20  | Tony Arbolino          | Marinelli Snipers Team    | Honda | +25.439   | 0      |
| 21  | Jaume Masia            | Bester Capital Dubai      | KTM   | +33.897   | 0      |
| 22  | Kazuki Masaki          | RBA BOE Skull Rider       | KTM   | +38.352   | 0      |
| 23  | Nakarin Atiratphuvapat | Honda Team Asia           | Honda | +38.362   | 0      |
| 24  | Niccolò Antonelli      | SIC58 Squadra Corse       | Honda | +59.078   | 0      |